# Agrypon provancheri
Agrypon provancheri là một loài tò vò trong họ Ichneumonidae.